# Renault Type DT
Der Renault Type DT war ein frühes Personenkraftwagenmodell von Renault. Er wurde auch 40 CV genannt.

## Beschreibung
Die nationale Zulassungsbehörde erteilte am 25. Juli 1913 ihre Zulassung. Vorgänger war der Renault Type CG. 1914 folgte der Nachfolger Renault Type ES.
Ein wassergekühlter Sechszylindermotor mit 100 mm Bohrung und 160 mm Hub leistete aus 7540 cm³ Hubraum 31 PS. Die Motorleistung wurde über eine Kardanwelle an die Hinterachse geleitet. Die Höchstgeschwindigkeit war je nach Übersetzung mit 67 km/h bis 86 km/h angegeben.
Eine Quelle gibt an, dass das Fahrzeug bei einem Radstand von 392 cm und einer Spurweite von 147 cm 521 cm lang und 178 cm breit war. Eine andere Quelle nennt 375 cm Radstand und 505 cm Fahrzeuglänge. Der Wendekreis war mit 15 Metern angegeben. Das Fahrgestell wog 1450 kg, das Komplettfahrzeug 2350 kg. Zur Wahl standen Doppelphaeton und Roadster. Das Fahrgestell kostete 21.000 Franc.